# Черепаха зірчаста
Черепаха зірчаста (Geochelone elegans) — вид черепах з роду Звичайні сухопутні черепахи родини Суходільні черепахи.

## Опис
Загальна довжина досягає 30—38 см. Жива вага досягає 7 кг. Спостерігається статевий диморфізм: самиці більше за самців. Голова зверху вкрита великими симетричними щитками. Панцир у цієї черепахи опуклий. Крайові щитки виступають у вигляді спрямованих назад зубців.
Це одна з найкрасивіших наземних черепах. Її панцир прикрашений пірамідальними здуттями на кожному щитку. На чорному тлі яскраво виділяються жовті смуги, що радіально розходяться від вершин пірамід.

## Спосіб життя
Полюбляє сухі, порослі густим чагарником місцевостях. Вона активна протягом вологого сезону, а на сухий період впадає у сплячку. Полює вранці та у присмерку. Харчується здебільшого рослинною їжею, фруктами.
Самиці відкладають від 1 до 10 яєць. За сезон буває від 2 до 3 кладок. Інкубаційний період триває від 86 до 150 діб.

## Розповсюдження
Мешкають у Пакистані, Індії, на о. Шрі-Ланка.